# Lawalutolus
Lawalutolus is een bestuurslaag in het regentschap Belu van de provincie Oost-Nusa Tenggara, Indonesië. Lawalutolus telt 1065 inwoners (volkstelling 2010).